# Братско водохранилище
Братското водохранилище (56°15′ с. ш. 101°45′ и. д. / 56.25° с. ш. 101.75° и. д.) е язовир, образуван на река Ангара на територията на Иркутска област за Братската ВЕЦ. Това е 2-рият по обем язовир в света.
Язовирната стена е построена през 1961 г. на територията на Уст Ордински Бурятски автономен окръг (закрит на 1 януари 2008 г.), а запълването на водохранилището приключва през 1967 г. Площта на водната повърхност се колебае от 5426 до 5470 км², а обемът достига 169 км³. Средната дълбочина е 31 м. Ширината на водохранилището достига 20 км.
Бреговата линия, с дължина около 7400 километра, е изрязана. При устията на крупните реки (Ангара, Ока, Ия и др.) са се образували дълги заливи. На брега на езерото са разположени градовете Братск (от който е получило името си) и Свирск. Водохранилището широко се използва за воден транспорт, риболов, рафтинг, водоснабдяване.